# Triogma kuwanai
Triogma kuwanai är en tvåvingeart. Triogma kuwanai ingår i släktet Triogma och familjen mellanharkrankar.

## Underarter
Arten delas in i följande underarter:
- T. k. kuwanai
- T. k. limbinervis